# ミロス県

ミロス県
Περιφερειακή ενότητα Μήλου測地系: 北緯36度25分 東経25度27分 / 北緯36.417度 東経25.450度座標: 北緯36度25分 東経25度27分 / 北緯36.417度 東経25.450度

ミロス県（ミロスけん、Περιφερειακή ενότητα Μήλου）は、ギリシャ共和国の南エーゲ地方を構成する行政区（ペリフェリアキ・エノティタ）のひとつ。キクラデス諸島のミロス島などの島々からなる。

## 地理
キクラデス諸島の西南部に位置する、ミロス島などの島々からなる。

## 行政区画

旧キクラデス県の自治体

### 市（ディモス）
ミロス県は、以下の自治体（ディモス、市）から構成される。面積の単位はkm²、人口は2001年国勢調査時点。
|    | 自治体名   | 綴り    | 政庁所在地 | 面積  | 人口  |
| -- | ---------- | ------- | ---------- | ----- | ----- |
| 9  | キモロス   | Κίμωλος | キモロス   | 53.3  | 769   |
| 11 | ミロス     | Μήλος   | ミロス     | 160.1 | 4,771 |
| 15 | セリフォス | Σέριφος | セリフォス | 75.2  | 1,414 |
| 17 | シフノス   | Σίφνος  | シフノス   | 73.9  | 2,442 |

### 旧自治体（ディモティキ・エノティタ）

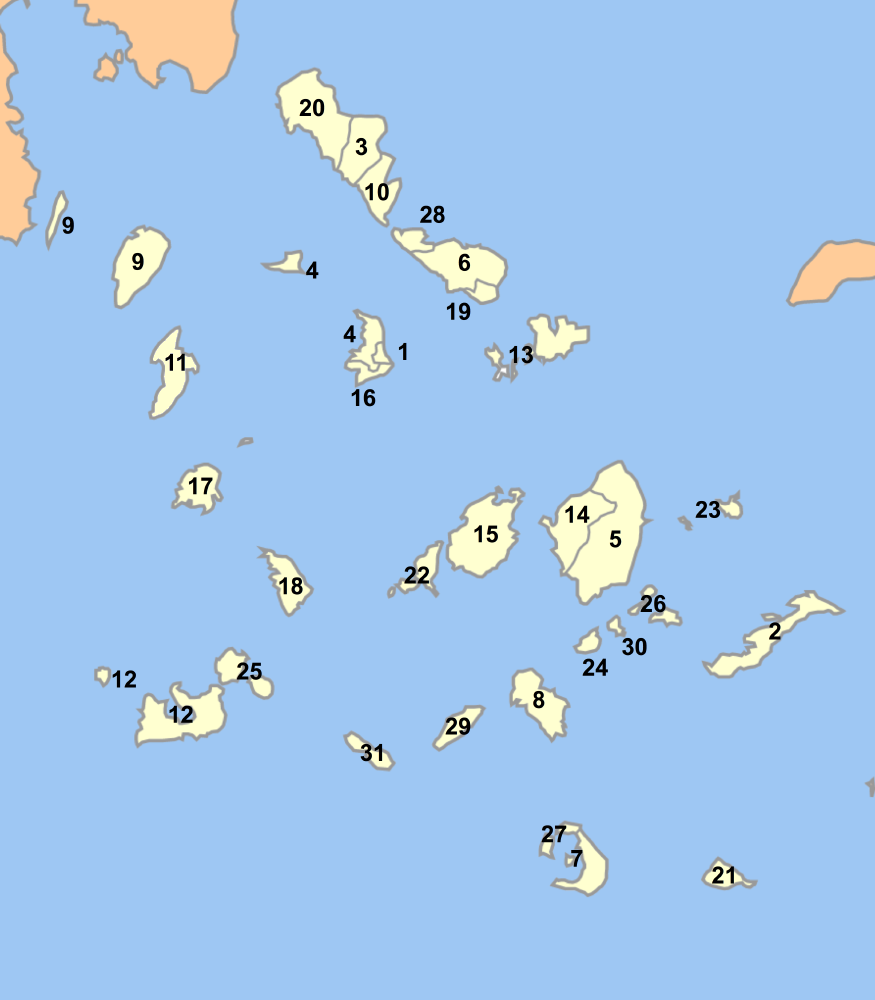
旧キクラデス県の旧自治体（1999年 - 2010年）

現在のミロス県の地域は、かつて広域自治体（ノモス）であるキクラデス県に属していた。カリクラティス改革（2011年1月施行）にともないノモスは廃止され、その県域は分割されて行政区（ペリフェリアキ・エノティタ）としてのミロス県が成立した。旧自治体は新自治体（ディモス）を構成する行政区（ディモティキ・エノティタ）となっている。
下表の番号は右図と対応している。「旧自治体名」欄で※印を付したものはキノティタ、それ以外はディモス。「政庁所在地」欄で太字になっているものは、新自治体の政庁所在地となったものを示す。
|    | 旧自治体   | 綴り    | 政庁所在地 | 新自治体   |
| -- | ---------- | ------- | ---------- | ---------- |
| 12 | ミロス     | Μήλος   | ミロス     | ミロス     |
| 17 | セリフォス | Σέριφος | セリフォス | セリフォス |
| 18 | シフノス   | Σίφνος  | シフノス   | シフノス   |
| 25 | キモロス ※ | Κίμωλος | キモロス   | キモロス   |

- Διοικητική διαίρεση νομού Κυκλάδων - キクラデス県の自治体・集落一覧（1999年 - 2010年）